# Basileios von Seleukeia
Basileios von Seleukeia (auch Basilius von Seleukia; gest. nach 458) war orthodoxer Bischof von Seleukeia am Kalykadnos und Autor mehrerer theologischer Schriften.
Sein Geburtsjahr ist unbekannt. Zwischen 432 und 447 wurde er Bischof von Seleukeia. 448 nahm er an der Synode von Konstantinopel teil, die sich mit den Aussagen des Presbyters Eutyches auseinandersetzte. 449 nahm er am Konzil von Ephesos teil, dort wurde er von einer Gruppe von Mönchen und Parabolani bedroht.
Basileios starb nach 458.